# Acantholycosa lignaria
Acantholycosa lignaria (Clerck, 1757) è un ragno appartenente alla famiglia Lycosidae.
È stato descritto nel capitolo 5 del libro Svenska Spindlar dall'aracnologo ed entomologo svedese Carl Alexander Clerck.

## Caratteristiche
Il cefalotorace è di colore nero con strisce mediane grigiastre ben visibili, le zampe sono marrone scuro con macchie e strisce grigie. L'opistosoma è nerastro, un po' più scuro nelle femmine, con peli grigio-giallastri..
La lunghezza del corpo nelle femmine è di 9,1mm di cui 4,1mm di cefalotorace.
La lunghezza del corpo nei maschi è di 6,8-6,9mm di cui 3,3-3,4mm di cefalotorace.